# Kraulberge
Die Kraulberge (englisch Kraul Mountains) sind eine Gebirgskette im von Norwegen beanspruchten Sektor der Antarktis. Auf den norwegischen Karten des Königin-Maud-Landes trägt dieser Gebirgszug den Namen Vestfjella (norwegisch für Westgebirge). Diese Nunatakker wurden von der deutschen Antarktisexpedition 1938/39 bei einem Erkundungsflug entdeckt und nach dem Eislotsen der Expedition, Kapitän Otto Kraul (1892–1972), benannt.
Die Kraulberge verlaufen vom Gletscher Veststraumen etwa 110 km in nordwestlicher Richtung und bestehen aus etwa 20 Nunatakkern; die höchste Erhebung bildet der Dagvola mit 1123 m. Geologisch werden die Kraulberge aus jurassischen Basaltlaven aufgebaut. Nur im östlichsten Nunatak, Fossilryggen, finden sich permische Sandsteine und Tonsteine mit gut erhaltenen Pflanzenfossilien.
In den Kraulbergen liegen die schwedische Forschungsstation Wasa und die finnische Forschungsstation Aboa. Beide Stationen wurden im Südsommer 1988/89 in unmittelbarer Nähe des Nunataks Basen bei 73° 3′ S, 13° 25′ W errichtet. Sie werden nur als Sommerstationen genutzt.